# Torneio Rio-São Paulo 1962
Das Torneio Rio-São Paulo 1962 war die 14. Austragung des Torneio Rio-São Paulo, eines Fußballpokalwettbewerbs in Brasilien. Er wurde vom 14. Februar bis 17. März 1962 ausgetragen. Der offizielle Name des Turniers war Torneio Roberto Gomes Pedrosa.

## Modus
Im Vergleich zu den Vorjahren traten aus São Paulo nur vier anstatt fünf Klubs an. Zunächst traten die Klubs nur innerhalb der Bundesstaaten jeweils einmal gegeneinander an und entschieden in einer Gruppenphase die Teilnehmer der Finalrunde. Die zwei besten dieser Gruppen zogen in die Finalrunde ein. In der Finalrunde traten nur die Klubs einmal gegeneinander an.

## Teilnehmer
| Teilnehmer Rio de Janeiro | Teilnehmer São Paulo               |
| ------------------------- | ---------------------------------- |
| America FC (RJ)           | SC Corinthians                     |
| Botafogo FR               | SE Palmeiras                       |
| CR Flamengo               | Associação Portuguesa de Desportos |
| Fluminense FC             | FC São Paulo                       |
| CR Vasco da Gama          |                                    |

## Vorrunde

### Tabelle Gruppe A (São Paulo)
| Pl. | Verein                             | Sp. | S | U | N | Tore    | Diff. | Punkte |
| --- | ---------------------------------- | --- | - | - | - | ------- | ----- | ------ |
| 1.  | SE Palmeiras                       | 3   | 2 | 0 | 1 | 006:300 | +3    | 04     |
| 2.  | FC São Paulo                       | 3   | 1 | 2 | 0 | 005:400 | +1    | 04     |
| 3.  | SC Corinthians                     | 3   | 1 | 1 | 1 | 005:600 | −1    | 03     |
| 4.  | Associação Portuguesa de Desportos | 3   | 0 | 1 | 2 | 005:700 | −2    | 01     |

Nachdem Palmeiras und São Paulo die Vorrunde punktgleich abschlossen wurde ein Entscheidungsspiel ausgetragen um den Gruppensieger festzulegen. Die Festlegung diente lediglich der Ermittlung des ersten Finalspielgegners und Heimrechtes. Das Entscheidungsspiel endete 1:1. Das Ergebnis floss nicht in die statistische Berechnung der Spiele und Tore ein. Nach dem Unentschieden wurde Palmeiras aufgrund der besseren Werte in der Vorrunde als Gruppensieger festgelegt.

### Kreuztabelle São Paulo
| São Paulo   | SC Corinthians | Palmeiras | Portuguesa | São Paulo |
| ----------- | -------------- | --------- | ---------- | --------- |
| Corinthians | –              | 1:1       | 3:2        |           |
| Palmeiras   | 3:0            | –         | 2:1        |           |
| Portuguesa  |                |           | –          |           |
| São Paulo   |                | 2:1       | 2:2        | –         |

### Tabelle Gruppe B (Rio de Janeiro)
| Pl. | Verein           | Sp. | S | U | N | Tore    | Diff. | Punkte |
| --- | ---------------- | --- | - | - | - | ------- | ----- | ------ |
| 1.  | Botafogo FR      | 4   | 3 | 0 | 1 | 011:500 | +6    | 06     |
| 2.  | CR Flamengo      | 4   | 2 | 2 | 0 | 005:300 | +2    | 06     |
| 3.  | America FC (RJ)  | 4   | 2 | 1 | 1 | 005:400 | +1    | 05     |
| 4.  | CR Vasco da Gama | 4   | 1 | 1 | 2 | 006:900 | −3    | 03     |
| 5.  | Fluminense FC    | 4   | 0 | 0 | 4 | 003:900 | −6    | 0      |

### Kreuztabelle Rio de Janeiro
| Rio de Janeiro | America | Botafogo | Flamengo | Fluminense | Vasco |
| -------------- | ------- | -------- | -------- | ---------- | ----- |
| America        | –       |          |          | 3:0        | 1:0   |
| Botafogo       | 4:1     | –        |          | 1:0        | 4:1   |
| Flamengo       | 0:0     | 3:2      | –        | 1:0        | 1:1   |
| Fluminense     |         |          |          | –          |       |
| Vasco          |         |          |          | 4:3        | –     |

## Finalrunde

### Gruppe Finale
| Pl. | Verein       | Sp. | S | U | N | Tore    | Diff. | Punkte |
| --- | ------------ | --- | - | - | - | ------- | ----- | ------ |
| 1.  | Botafogo FR  | 3   | 3 | 0 | 0 | 006:200 | +4    | 06     |
| 2.  | FC São Paulo | 3   | 1 | 1 | 1 | 005:500 | ±0    | 03     |
| 3.  | SE Palmeiras | 3   | 1 | 0 | 2 | 005:500 | ±0    | 02     |
| 4.  | CR Flamengo  | 3   | 0 | 1 | 2 | 002:600 | −4    | 01     |

### Kreuztabelle Finale
| 1962      | Botafogo | Flamengo | Palmeiras | São Paulo |
| --------- | -------- | -------- | --------- | --------- |
| Botafogo  | –        | 1:0      | 3:1       | 2:1       |
| Flamengo  |          | –        |           |           |
| Palmeiras |          | 3:0      | –         |           |
| São Paulo |          | 2:2      | 2:1       | –         |

## Die Meistermannschaft
| 1. Titel | Botafogo FR |
|          | - Tor: Manga, Adalberto, Silvio Ilitti - Abwehr: Marinho Rodrigues, Jadir, José Nagel, Cetale, Joel Martins, Rildo, Nílton Santos, Paulistinha, Zé Carlos, Dimas - Mittelfeld: Arlindo, Ayrton, Américo, Élton Fensterseifer, Edison de Assis, Ivan de Freitas, Luiz Carlos - Angriff: Jair Bala, Amoroso, Quarentinha, Garrincha, Airton, Mário Zagallo, Neyvaldo, Osvaldo Rossi, Amarildo, Zuring, Benedicto Ribeiro, China, Romeu Gibim, Didi, Camatta, Roberto Miranda - Trainer: Marinho Rodrigues |